# Sainte-Cécile, Vendée

Sainte-Cécile este o comună în departamentul Vendée, Franța. În 2009 avea o populație de 1,489 de locuitori.